# 燃える昆虫軍団
燃える昆虫軍団（もえるこんちゅうぐんだん、Bug)は1975年に公開されたアメリカ合衆国のホラー映画。
監督ヤノット・シュワルツ。脚本ウィリアム・キャッスル、トーマス・ペイジ。
ペイジの1973年の小説『The Hephaestus Plague』を原案にしている。
キャッスルはプロデューサーも兼任しており、本作が最後のプロデュース作品となる。
出演ブラッドフォード・ディルマン、ジョアナ・マイルズリチャード・ギリランド。

## あらすじ
ある蒸し暑い日、とある小さな町に地震が起きる。
一方、農夫のタッカーは、家の畑の前に地割れができたことを息子のケニーに知らされる。ケニーの運転する車で帰路に就くも、家の近くでエンストする。タッカーがエンジンを掛けようとした瞬間、車は爆発炎上する。タッカーの娘ノーマと息子のトムは轟音に驚いて家を飛び出し、家族の死ぬ様子を目の当たりにする。
その夜、ノーマの恋人メットは彼女を慰めていたところ、外から奇妙な虫の鳴き声がするのに気づく。鳴き声をたよりに畑の地割れを除くと、奇妙な昆虫の群れを見つける。さらに驚くことに、昆虫の一匹が野良猫にとりつくや否や焼死させてしまう。
翌日、メットは猫の遺体を生物学者のパーミター教授に提出する。パーミター教授は当初半信半疑だったが現場で実物を見るや否や興味を示し、友人の科学者であるロス教授とともに研究を開始する。
やがて、この昆虫は可燃性の物質にとりついてそれを燃やし、その燃えカスを主食としていたことが判明し、2人は恐怖を覚える。
ある日、パーミター教授の車内にいた昆虫が妻のキャリーについていく形で家の中に侵入し、火事を引き起こした挙句、キャリーを焼死させる。これにより正気を失ったパーミター教授は研究を行うが、研究用に飼育していた昆虫たちに襲われ、ついには地割れの中に転落する。

## キャスト
| 役名                       | 俳優                           | 日本語吹替                         |
| 役名                       | 俳優                           | 日本テレビ版                       |
| -------------------------- | ------------------------------ | ---------------------------------- |
| ジェームズ・パーミター教授 | ブラッドフォード・ディルマン   | 羽佐間道夫                         |
| キャリー・パーミター       | ジョアナ・マイルズ             | 加川三起                           |
| ジェラルド・メトボーム     | リチャード・ギリランド         | 古川登志夫                         |
| ノーマ・タッカー           | ジェイミー・スミス・ジャクソン | 高橋ひろ子                         |
| マーク・ロス教授           | アラン・ファッジ               | 藤城裕士                           |
| トム・タッカー             | ジェシー・ヴィント             | 池田勝                             |
| シルヴィア・ロス           | パティ・マコーマック           | 小山まみ                           |
| ヘンリー・タッカー         | フレデリック・ダウンズ         | 峰恵研                             |
| カーン牧師                 | ジェームズ・グリーン           | 仁内達之                           |
| ケニー・タッカー           | ジム・ポイナー                 | 東富士郎                           |
| 日本語版スタッフ           |                                |                                    |
| 演出                       | 演出                           | 伊達渉                             |
| 翻訳                       | 翻訳                           | 井場洋子                           |
| 効果                       |                                |                                    |
| 調整                       |                                |                                    |
| 制作                       | 制作                           | 東北新社                           |
| 解説                       | 解説                           | 水野晴郎                           |
| 初回放送                   | 初回放送                       | 1978年8月16日 『水曜ロードショー』 |

※日本語吹替は2024年8月2日発売のHDリマスター版Blu-rayに収録されている